# Dietmar Hopp Stadion
El Dietmar Hopp Stadion es un estadio de fútbol de Sinsheim en el distrito de Hoffenheim. Es propiedad del TSG Hoffenheim, que ha conseguido cuatro ascensos de categoría desde el año 2000, el último en mayo de 2008, ascendiendo a la 1. Bundesliga. El estadio lleva el nombre de Dietmar Hopp, patrón del club, y se financió gracias a aportaciones privadas y la realizada por el club.

## Historia
El estadio se terminó en 1999, coincidiendo con la celebración del centenario del club. Tiene un aforo para 5000 espectadores, de los que 1.620 localidades eran cubiertas. Se estrenó el estadio con un partido amistoso contra el Bayern Múnich. En la Regionalliga de la temporada 2005/06 se registró una asistencia media de alrededor de 2.000 espectadores, en la siguiente temporada 2006/07, con el ascenso a la 2.Bundesliga, la afluencia al campo se elevó hasta los 3000 espectadores. 

## Acondicionamientos
Para satisfacer los requerimientos que exigía la Deutsche Fußball Liga (DFL) para competir en la 2. Bundesliga el estadio se remodeló en verano de 2007. El estadio tiene actualmente una capacidad para 6.350 espectadores, respecto a los iniciales 3000.
Paralelamente a esta reforma de 2007 empezó la construcción de un nuevo estadio de fútbol, con capacidad para 30.000 espectadores y se utilizará para disputar la 1. Bundesliga. Desde el club se espera poder jugar en el Rhein-Neckar-Arena en la primavera de 2009, que será su nuevo hogar de la temporada 2008/09 dejando así el Carl-Benz-Stadion de Mannheim. El Dietmar-Hopp-Stadion será utilizado por el Segundo Equipo de la Oberliga y por los equipos de las categorías inferiores.
- Datos: Q470396
- Multimedia: Dietmar-Hopp-Stadion / Q470396